# Gol... y al Mundial-82
Gol... y al Mundial-82 fue un concurso de televisión emitido por la cadena española La 1 de Televisión española en la temporada 1981-1982, con motivo de la celebración de la Copa Mundial de Fútbol de 1982.

## Mecánica
24 equipos de 12 miembros cada uno se enfrentan entre sí, en fases eliminatorias, en un juego de preguntas y respuestas sobre la historia de los Mundiales de fútbol y sobre un personaje español relevante de la Literatura o el Arte.

## Equipo
Producido por Jesús Buhigas y dirigido por Fernando García de la Vega. La presentación corrió a cargo de Miguel Vila, acompañado por María Elías y un conjunto de azafatas que incluía a la actrices Azucena Hernández, Sara Mora y la especialmente célebre años más tarde María Barranco.